# Prins Mauritsstraat (Bredevoort)
De Prins Mauritsstraat is een straat in net buiten het historisch centrum van het Gelderse Bredevoort. De straat ligt langs de gedempte gracht van het vestingstadje. De straat begint als zijstraat van de Misterstraat en loopt dan langs de begraafplaats naar de Winterswijksestraat. Daar maakt zij een bocht en via de brug over de Slingebeek ligt nog een gedeelte (Dat voorheen nog bij de Stationsweg hoorde) met een afslag Bastionstraat en eindigt dan aan de Koppelstraat.

## Geschiedenis
Tijdens het Beleg van Bredevoort (1597) wist Prins Maurits met behulp van kurkbruggen (een nieuwe vinding die tijd) de stad in te nemen van de zuidzijde van Bredevoort. Dat moet ongeveer vanaf de plek stationsweg in het Zwanenbroek en het stuk Prins Mauritsstraat ter hoogte van de Koppelkerk zijn geweest. De weg werd aangelegd na het dempen van de gracht en de ontmanteling van de vestingwerken van Bredevoort ter plaatse. Op de vrijgekomen ruimte werd vanaf begin 20e eeuw kleinschalige industrie aangelegd, en de Algemene begraafplaats aangelegd. De joodse begraafplaats bij de Hozenstraat werd geruimd de overblijfselen daarvan werden bijgezet op de begraafplaats aan de Prins Mauritsstraat. Prins Maurits was van 1612 tot 1625 pandheer van Bredevoort.
Ambthuiswal · Ambtshof · Bastionstraat · Bleekwal · Boterstraat · Frederik Hendrikstraat · Ganzenmarkt · Gasthuisstraat · Hozenstraat · Izermanstraat · Kerkstraat · Kleine Gracht · Kloosterdijk · Koppelstraat · Kruittorenstraat · Landstraat · Markt · Muizenstraat · Officierstraat · Pater Jan de Vriesstraat ·  Prins Mauritsstraat · Prinsenstraat · Roelvinkstraat · Stadsbroek · Stationsweg · Vismarkt · 't Walletje · 't Zand